# 孔泉

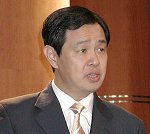
孔泉

孔泉（1955年11月—），北京市人，祖籍廣東省普宁市，孔子七十六代孙，中华人民共和国外交官。

## 生平
生于印度新德里，是新华社东京分社及哈瓦那分社原社长孔迈的长子。孔泉毕业于北京外国语学院附属学校，先后在比利时蒙斯大学和安特卫普大学就读，并在法國国家行政学院进修。已婚，妻子王莺莺，現有一女兒。
1977至1982年在中國駐比利時王國大使館擔任職員、隨員。1985年至1995年，在中國外交部西歐司任職三秘、二秘、副處長、一秘、處長。1996至1999年在駐法蘭西共和國大使館參贊、公使銜參贊。1999年升任西歐司副司長。2000年至2001年間任天津塘沽區委常委。2001至2006年孔泉重返外交部任新聞司司長（2002年1月29日首次以外交部发言人身份主持外交部例行記者會）。2006年，孔泉轉任外交部歐洲司司長，并于同年8月获擢升為部長助理，主管歐洲事務及新聞和領事工作。2年部長助理崗位历練后，在2008年3月赴巴黎履新，接替趙進軍成為第十任駐法國大使（副部級）兼任駐摩納哥公國第二任大使。2013年，任中央外事工作領導小組辦公室副主任。2015年11月，任中央外事工作领导小组办公室常务副主任（正部长级）。
在驻法大使任内，法方授予其法国荣誉军团大军官勋章。2018年1月，当选第十三届全国政协委员。

## 荣誉

### 外国勋章奖章
- 荣誉军团大军官勋章（法国，2013年5月18日于巴黎颁发[3]）